# Hortonville
Hortonville é uma vila localizada no estado norte-americano de Wisconsin, no Condado de Outagamie.

## Demografia
Segundo o censo norte-americano de 2000, a sua população era de 2357 habitantes.
Em 2006, foi estimada uma população de 2723, um aumento de 366 (15.5%).

## Geografia
De acordo com o United States Census Bureau tem uma área de
7,2 km², dos quais 7,0 km² cobertos por terra e 0,2 km² cobertos por água. Hortonville localiza-se a aproximadamente 250 m acima do nível do mar.

## Localidades na vizinhança
O diagrama seguinte representa as localidades num raio de 24 km ao redor de Hortonville.